# Femundsmarka

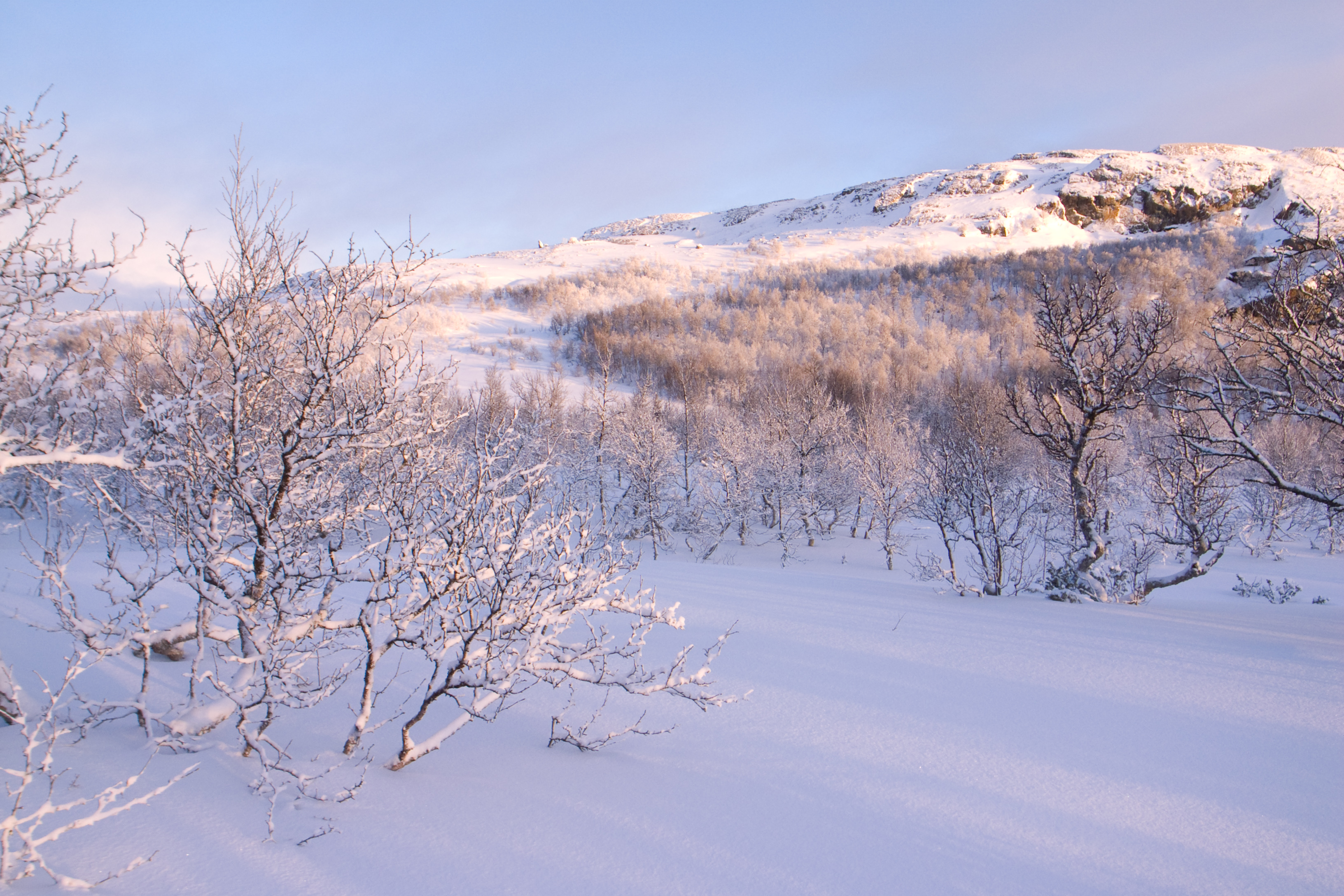
Femundsmarka, december 2007

Femundsmarka är ett fjällområde i norska Innlandet fylke och Trøndelag fylke, vid gränsen mot svenska Härjedalen och Dalarna.
Området är cirka 50 kilometer långt och 30 kilometer brett och ligger öster om sjön Femunden. Topparna i området når en höjd av upp till cirka 1 400 meter över havet. Sedan 1977 är den största delen av området skyddat som Femundsmarka nationalpark.